# Подолянцы
Подолянцы (укр. Подолянці) — село на Украине, находится в Чудновском районе Житомирской области.
Население по переписи 2001 года составляет 390 человек. Почтовый индекс — 13232. Телефонный код — 4139.

## Адрес местного совета
13232, Житомирская область, Чудновский р-н, с. Колки, Школьная, 29

## Известные жители
- Стадник, Леонид Степанович — один из самых высоких людей на Земле.